# Trondheim-fjord

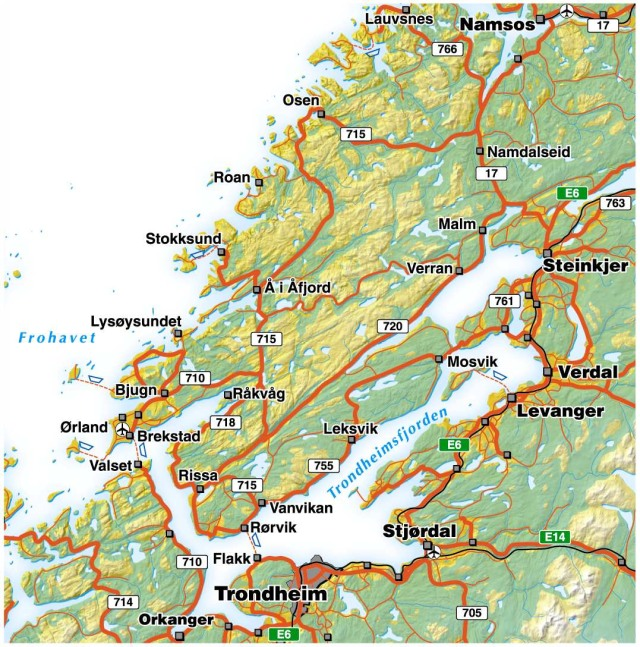
A Trondheim-fjord térképe

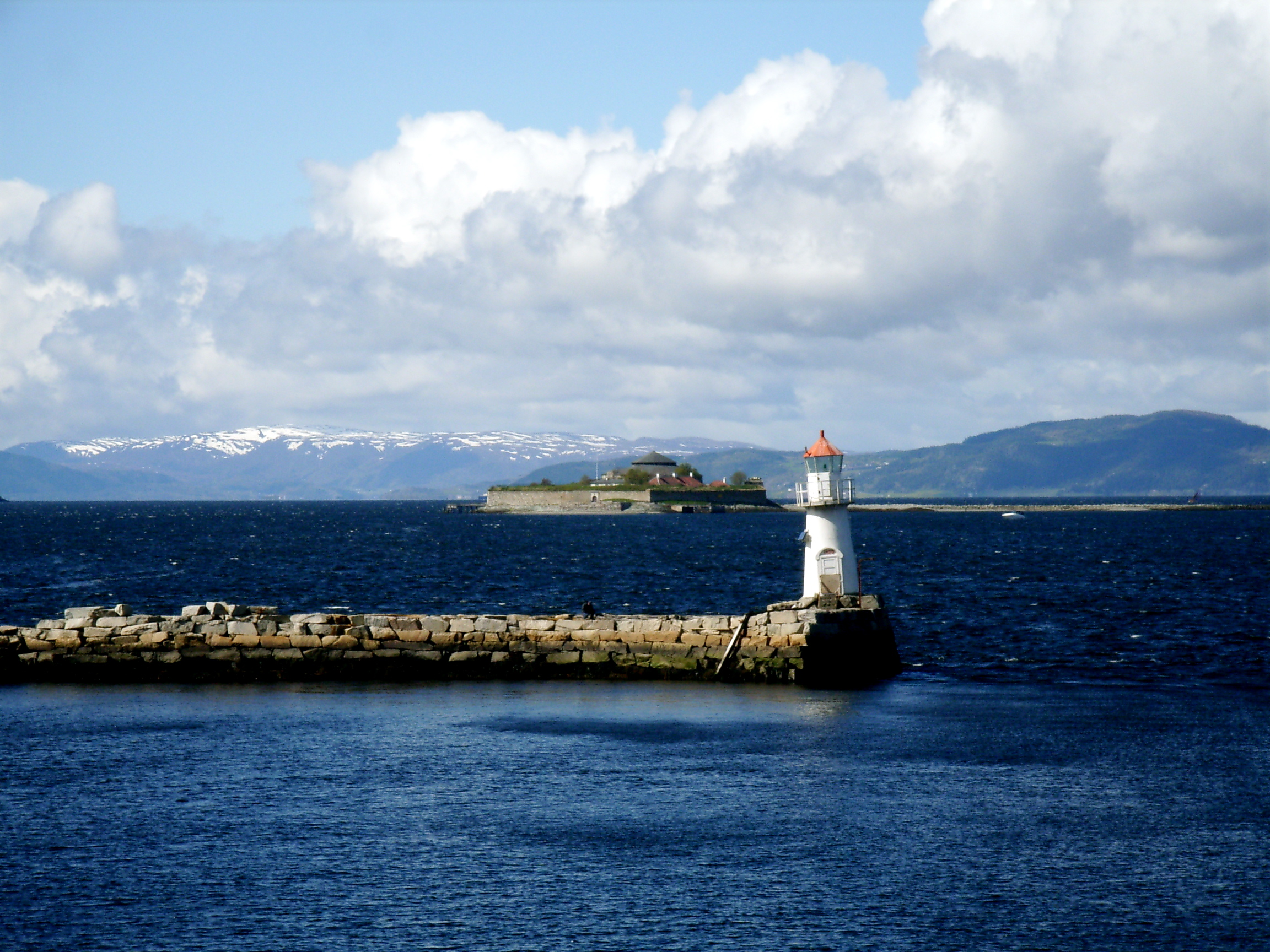
Munkholmen szigete népszerű kirándulóhely

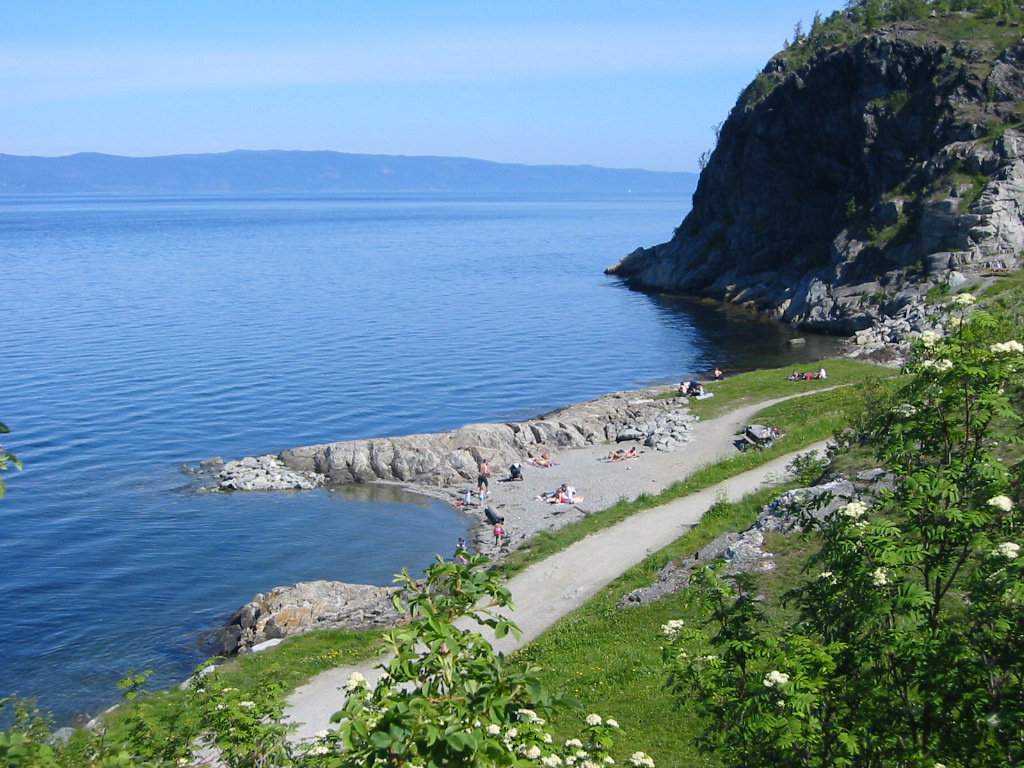
A fjord Trondheimnél a legszélesebb

A Trondheim-fjord vagy más néven Trondheimsfjorden a Norvég-tenger egyik öble, egyben Norvégia harmadik legnagyobb fjordja. A Trondheim mellett húzódó fjord 130 kilométeres hosszúságú. Nyugaton Ørland és a tőle északra lévő Steinkjer felől nyúlik a szárazföld belseje felé, majd eléri Trondheim városát. Legmélyebb pontján, Agdenesnél 617 méter mély. 
A legnagyobb szigetek a fjordban Ytterøy és Tautra. Munkholmen szigete a trondheimi kikötőnél található. A szűk Skarnsundet-szoros felett a Skarnsund-híd ível át. A szoros északi részét Beitstadfjordennek (Beitstad-fjordnak) nevezik. A Trondheim-fjord nagyobbik része egész évben jégmentes, egyedül a Verrasundet nevű szűk ág szokott telente jégborítást kapni. A Beitstad-fjord is be szokott fagyni a téli hónapok során, de csak néhány hétig.
A fjord keleti és északkeleti partvidékén található Stjørdal, Levanger és Steinkjer városa. A Verdal község területén található Aker Verdal település melletti szakaszon olajfúrótornyok vannak. A Fiborgtangen-félszigeten található egy kisebb papírüzem, melyet a Norske Skog vállalat birtokol.
A Trondheim-fjord igazán gazdag tengeri élővilággal büszkélkedhet. Vizében több mint 90 halfaj él, illetve mélytengeri korallzátonyok vannak. Számos, folyami lazacban bővelkedő folyó, illetve vízfolyás is a fjordba torkollik, mint például a Gaula ( Melhusnál Trondheimtől délre), az Orklaelva (Orkdalnál), a Stjørdalselva (Stjørdalnál) és Verdalselva, Verdalnál. 
A fjordtól keletre és délre fekvő területek Norvégia legjobb minőségű mezőgazdasági területei közé tartoznak. A tagolt és hegyvidékes Fosen-félsziget a fjord nyugati részén védelmet nyújt a heves szélviharok ellen.
A Trondheim-fjord már a viking korban is igen fontos szerepet töltött be mint vízi útvonal, akárcsak napjainkban. 1888-ban egy tengeralatti földcsuszamlás kisebb cunamit okozott, amelynek következtében egy ember életét vesztette Trondheimben, valamint három vasútvonal megrongálódott. A fjord vizében található a világon a legtöbb óriáskalmár.

## Nevének eredete
A fjordot Trondheim városa után nevezték el, ugyanakkor az ónorvég *Þrónd vagy  *Þróund kifejezésekből ered. Ezen kifejezések közel állnak jelentésben a þróast
szóhoz, ami "virágzó" jelentéssel bír. 

## Fordítás
Ez a szócikk részben vagy egészben  a   Trondheimsfjord című angol Wikipédia-szócikk fordításán alapul.  Az eredeti cikk szerkesztőit annak laptörténete sorolja fel. Ez a jelzés csupán a megfogalmazás eredetét és a szerzői jogokat jelzi, nem szolgál a cikkben szereplő információk forrásmegjelöléseként.